# Georgi Trajkov
Georgi Trajkov (in bulgaro Георги Трайков?; Bărbani, 14 aprile 1898 – Sofia, 14 gennaio 1975) è stato un politico bulgaro.
Ricoprì per molti anni la carica di ministro dell'agricoltura (1946-1950), leader dell'Unione nazionale agricola bulgara (BZNS) (1947-1975) e Presidente del Presidium dell'Assemblea nazionale, ossia capo di Stato (1964-1971).
Georgi Trajkov Girovski nacque nel 1898 nel villaggio di Bărbani (oggi Itea, in Grecia), nell'allora Macedonia Egea, ma poco dopo la sua famiglia si spostò a Varna. Divenne membro del BZNS nel 1919. Nel 1923 prese parte alla rivolta di settembre nella zona di Varna, per la quale venne condannato, godendo in seguito dell'amnistia del 1924. Negli anni successivi fu redattore del giornale Mladežko zemedelsko zname.
Sostenitore dell'ala sinistra del BZNS, nel 1943 Trajkov fu a capo del comitato regionale del Fronte patriottico a Varna e dopo la rivoluzione del 9 settembre del 1944 divenne direttore regionale. Nel 1945 venne incluso nella direzione centrale del BZNS e nel 1947 ne divenne il leader.
Trajkov fu ministro dell'agricoltura (1946-1950) e vicepremier (1947-1949) del consiglio dei ministri di Georgi Dimitrov, vicepremier (1950-1956) nei gabinetti di Vasil Kolarov e di Vălko Červenkov e primo vicepremier (1956-1964) sotto Anton Jugov e Todor Živkov. Dopo di che divenne Presidente del Presidium dell'Assemblea nazionale (1964-1971). Dopo l'adozione della nuova costituzione divenne il primo vicepresidente del Consiglio di Stato (1971-1974).
Nel 1962 ricevette il premio Lenin per la pace dal governo sovietico.